# Adenia boivinii
Adenia boivinii är en passionsblomsväxtart som beskrevs av De Wilde. Adenia boivinii ingår i släktet Adenia och familjen passionsblomsväxter. Inga underarter finns listade i Catalogue of Life.